# Khatumo
Estado de Khatumo (somali:  Khaatumo; em árabe: ولاية خاتمة), oficialmente Estado somali de Khatumo (somali:  Dowlad Goboleedka Khaatumo ee Soomaaliya), é um estado autônomo auto-proclamado dentro da Somália; seus líderes declararam a autonomia do território  em 2012. Khatumo está localizado no norte da Somália e ocupa as regiões de Sool, Sanaag e Cayn (ou Ayn), que é a parte sudeste da região de Togdheer considerada região não oficialmente autônoma. Todos estes territórios, indicados por seu acrônimo SSC , são objeto desde a década de 1990 de uma disputa territorial entre a Somalilândia e a Puntlândia  e no passado foram todos parcialmente reivindicados por outros estados que não existem mais atualmente, isto é, Northland e Maakhir.
Localizada entre a Somalilândia, no oeste, e Puntlândia, no leste, a área tem sido sujeita a confrontos entre os dois estados, levando seus habitantes (incluindo o clã Reer-Darwiish) a trabalhar em direção da autodeterminação.
O objetivo do Khatumo é justamente dar uma administração autônoma a esses territórios disputados, sem contudo buscar a independência do restante da Somália.

## Subdivisões
A Khatumo está dividida em seis regiões (capitais entre parênteses):
- Cayn (Buuhoodle).
- Xaysimo (Taleh):
- Sanaag (Erigavo): Maakhir controla a metade leste de Sanaag e da cidade de Erigavo.
- Sool (Laascaanood): em disputa com Puntlândia.

## Capital
A capital é Taleh, antiga capital do estado não reconhecido fundado no final do século XIX pelo movimento nacionalista e anti-colonial dos dervixes liderados por Mohammed Abdullah Hassan. 